# Канторов скуп
У математици, Канторов скуп је скуп тачака које леже на једној линији сегмента који има низ изванредних и дубоких својстава. Он је откривен 1874. године од стране Хенри Џон Степен Смита, а увео ју је немачки математичар Георг Кантор 1883. године.
Кроз разматрања овог скупа, Кантор и други су помогали да се поставе темељи модерне тачка-скупа топологије. Иако је Кантор сам дефинисао скуп на општи, апстрактан начин, најчешћа модерна конструкција је Кантор троструког скупа, изграђена уклањањем средње трећине сегмента линије. Кантор је сам само споменуо троструку изградњу у пролазу, као пример општије идеје, савршеног скупа који није нигде густа.

## Изградња и формула тројног скупа
Кантор тројни скуп је створио брисањем отворене средње трећине од сваког скупа сегмената линије пута. Један почиње брисањем отворене средње трећине (1/3, 2/3) из интервала [0, 1], остављајући два сегмента линије: [0, 1/3] ∪ [2/3, 1]. Даље, отворени средњи трећи сваког од ових преосталих деоница се брише, остављајући четири линије сегмента: [0, 1/9] ∪ [2/9, 1/3] ∪ [2/3, 7/9] ∪ [8 /9, 1]. Овај процес се наставља ад инфинитум, где је n-ти скуп
{\displaystyle C_{n}={\frac {C_{n-1}}{3}}\cup \left({\frac {2}{3}}+{\frac {C_{n-1}}{3}}\right)} и{\displaystyle C_{0}=[0,1].}
Кантор тројни скуп садржи све тачке у интервалу [0, 1] које се не бришу у сваком кораку у овом бескрајном процесу.
Првих шест корака су илустровани испод
Експлицитна затворена формула за Канторов скуп је
{\displaystyle C=\bigcap _{m=1}^{\infty }\bigcap _{k=0}^{3^{m-1}-1}\left(\left[0,{\frac {3k+1}{3^{m}}}\right]\cup \left[{\frac {3k+2}{3^{m}}},1\right]\right)}
или
{\displaystyle C=[0,1]\setminus \bigcup _{m=1}^{\infty }\bigcup _{k=0}^{3^{m-1}-1}\left({\frac {3k+1}{3^{m}}},{\frac {3k+2}{3^{m}}}\right).}
Доказ формуле изнад као посебан случај два породице Канторовог скупа врши идеја самосличности трансформације и може се наћи у детаље.
Овај процес који уклања средњу трећину је једноставан пример коначног подразредног правила.
То је можда највише интуитивно размишљање о Канторовом скупу као скупу реалних бројева између нула и један чијим троструким проширењем у бази три не садржи цифру 1. Овај тернарни опис цифре експанзија је више од интереса за истраживача за истраживање фрактала и тополошких особина Канторовог скупа.

## Састав
Пошто Канторов скуп се дефинише као скуп тачака без изузетака, удео (тј мера) јединичне интервала преосталих могу наћи укупну дужину уклоњених. Ово је укупна геометријска прогресија
{\displaystyle \sum _{n=0}^{\infty }{\frac {2^{n}}{3^{n+1}}}={\frac {1}{3}}+{\frac {2}{9}}+{\frac {4}{27}}+{\frac {8}{81}}+\cdots ={\frac {1}{3}}\left({\frac {1}{1-{\frac {2}{3}}}}\right)=1.}
Тако да је проценат лево 1-1=0
Ова рачуница показује да Канторов скуп не може да садржи било који интервал не-нулте дужине. У ствари, може изгледати изненађујуће да треба да нешто преостане - након свега, збир дужине уклоњених интервала једнак дужини оригиналног интервала. Међутим, ближи поглед на процес открива да мора да постоји нешто остало, јер уклањање "средњег трећег" сваког интервала укључени уклањањем отворених скупова (комплета који не укључују своје крајње тачке). Дакле, уклањање сегмента линије (1/3, 2/3) из оригиналног интервала [0, 1] оставља иза тачке 1/3 и 2/3. Накнадни кораци не уклањају ове (и друге) крајње тачке, јер су интервали уклоњене увек интерни у интервалима преосталих. Дакле, Канторов скуп није празан, а заправо садржи небројив бесконачан број тачака.
То може изгледати као да су само крајње тачке отишле, али то није случај. Број 1/4, на пример, је доња трећина, тако да није уклоњен на првом кораку, и у горњој трећини доњој трећини, и у доњој трећини тога и у горњој трећини од тога, и тако даље ад инфинитум-наизменично горње и доње трећине. Будући да никада није у једном од средњих трећина, се уклонило, а ипак такође није један од крајњих тачака сваке средње трећине. Број 3/10 је такође у Канторовом скупу и није крајња тачка.
У смислу кардиналности, већина чланова Канторовог скупа нису крајње тачке избрисаних интервала. Пошто сваки корак уклања коначан број интервала и број корака је пребројив, скуп крајњих је пребројив а цео скуп је небројив.

## Особине

### Кардиналност
Може се показати да постоји онолико тачака иза у овом процесу као што је било у почетку, и да према томе, Канторов скуп је небројив. Да видимо, ми смо показали да постоји функција f из Канторовог скупа C у затвореном интервалу [0,1] То је сурјективно (тј f мапе из C на [0,1]), тако да је кардиналност на С не мање него [0,1]. Пошто C је подскуп [0,1], њена кардиналност такође није већа, тако да две кардиналности морају у ствари бити једнаке,  Кантор-Бернстеин-Шодердер теорема.
Изградити ову функцију, размислите тачке у [0, 1] интервала у смислу основе 3 (или троструке) нотације. Подсетимо се да неке тачке имају више од једне заступљености у овој нотацији, као на пример 1/3, који се може написати као 0.13, али и као 0.022222. .. 3, и 2/3, која се може написати као 0.23, али и као 0.12222. .. 3. (Ова алтернатива понављања представљања једног броја са престанком броја, јавља у сваком позиционом систему.) Када смо уклонили средњи трећи, ово садржи бројеве са бројевима тернарних у облику 0.1ххххх ... 3 где ххххх ... 3 строго између 00000. .. 3 и 22222. .. 3. Дакле бројеви преосталих након првог корака састоје се од
- Бројеви образаца 0.0xxxxx...3
- 1/3 = 0.13 = 0.022222...3
- 2/3 = 0.122222...3 = 0.23
- Бројеви образаца0.2xxxxx...3.

Ово се може сажети рекавши да ови бројеви који признају и троструки представљају тако да прва цифра после децималног зареза није 1 су оне преостале након првог корака.
Други корак уклањања бројева у облику 0.01хххх ... 3 и 0.21хххх... 3, и (уз одговарајућу заштиту за крајње тачке) може се закључити да су преостали бројеви они са тернарног броја, где ниједан од прве две цифре није 1. Настављајући на овај начин, за број не треба искључити корак Н, мора да има троструку заступљеност чија н-та цифра није 1. За број да би био у Канторовом скупу, она не сме бити искључена у сваки корак, мора признати цифра заступљеност се састоји искључиво од 0 и 2. Ваља истаћи да је број као 1, 1/3 = 0,13 и 7/9 = 0,213 су у Канторовом скупу, јер они имају Тернарни број који се састоји искључиво од 0 и 2: 1 = 0.2222. .. 3, 1/3 = 0.022222. .. 3 и 7/9 = 0.2022222. .. 3. Дакле, док је број у С може имати или је укидати или се понављати троструку цифру, један од њених представа ће се састојати искључиво од 0 и 2.
Функција од C до [0,1] је дефинисана узимањем цифре која се у потпуности од 0 и 2 састоји замењује све 2 од 1, и тумачење секвенци као бинарна заступљеност правог броја. У формули,
{\displaystyle f{\bigg (}\sum _{k=1}^{\infty }a_{k}3^{-k}{\bigg )}=\sum _{k=1}^{\infty }{\frac {a_{k}}{2}}2^{-k}.}
За сваки број "у" у  [0,1], њена бинарна репрезентација може превести у тернарно представљање једног броја х у C заменом свих 1 са 2. Овим, f(x) =y, тако да је и у опсегу од f. На пример, ако y= 3/5 = 0.100110011001. .. 2, пишемо x= 0.200220022002. .. 3 = 7/10. Стога f сурјеkтивно; Међутим, f није инјективна - Занимљиво је да су вредности за које је f(x) подударна су они на супротним крајевима једне од средњих трећина уклоњене. На пример, 7/9 = 0.2022222. .. 3 и 8/9 = 0.2200000. .. 3 до f (7/9) = 0.101111. .. 2 = 0,112 = f (8/9).
Дакле, постоји онолико тачака у Канторовом скупу као што постоје у [0, 1], а скуп Канторов је небројив (види Канторова дијагонала аргумента). Међутим, скуп крајњих уклоњених интервала је пребројив, тако да мора да буде небројиво много бројева у Канторовом скупу који нису интервал крајње тачке. Како је горе напоменуто, један пример таквог броја је ¼, који се може написати као 0.02020202020. .. 3 у тернарној нотацији.
Канторов скуп садржи онолико тачака колико интервала од којих је узет, али сама не садржи интервал нуле дужине. Ирационални бројеви имају исте особине, али Канторов скуп има додатну имовину да буде затворен, тако да није ни збијен у сваком интервалу, за разлику од ирационалних бројева који су густе у сваком интервалу.
Наслутио је да су сви алгебарски ирационални бројеви нормални. Пошто чланови Канторовог скупа нису нормални, ово би значило да сви чланови Канторовог скупа су или рационални или трансцендентални.

### Самосличност
Канторов скуп је прототип фрактала. То је самосличност, јер је једнак два примерка себи, ако је сваки примерак смањио за фактор 3 и превео. Тачније, постоје две функције, лево и десно самосличних трансформација,{\displaystyle f_{L}(x)=x/3} и{\displaystyle f_{R}(x)=(2+x)/3}, wкоји напуштају Канторов скуп инваријантно до хомеоморфизма {\displaystyle f_{L}(C)\cong f_{R}(C)\cong C.}
Поновљена итерација {\displaystyle f_{L}} и {\displaystyle f_{R}} може бити представљена бесконачним бинарним стаблом. То је, у сваком чвору дрвета, може се узети у обзир подстабло налево или надесно. Узимајући скуп{\displaystyle \{f_{L},f_{R}\}} , заједно са функцијом састава формира моноид, диадични моноид.
У аутоморфизму бинарном стаблу су њене хиперболиче ротације, и дају модуларне групе. Дакле, Канторов скуп је хомоген простор у смислу да за било које две тачке  {\displaystyle x} и {\displaystyle y} у Канторовом скупу {\displaystyle C}, постоји хомеоморфизам {\displaystyle h:C\to C} са  {\displaystyle h(x)=y}. Овај хомеоморфизам може бити изражен експлицитно, као Мобијусова трансформација.
Хаусдорфова димензија Канторовог скупа је једнака ln(2)/ln(3) ≈ 0.631.

### Тополошке и аналитичке особине
Иако се Канторов скуп обично односи на оригиналне, средње трећине Кантор описаних горе, тополога често говоре о "А" Канторовом скупу, што значи било који тополошки простор који је хомеоморфна (тополошки еквивалентан).
Као што горе сума аргумената показује, Канторов скуп је небројив али има меру лебега 0. Пошто је Канторов скуп комплемент уније отворених скупова, она сама је затворен подскуп реалних бројева, и стога потпуно метрички простор. Пошто је такође потпуно везана је Хајне-борелевску теорема каже да то мора бити компактна.
За било коју тачку у Канторовом скупу и било произвољно малој околини тачке, постоји неки други број са тернарном бројем, од само 0 и 2, као и бројеви чији тернарни бројеви садрже 1. Дакле, свака тачка у Канторовом скупу је акумулација тачке (такође зове кластер тачка или тачка граница) на Канторовом скупу, али ниједна није ентеријер тачка. Затворен скуп у којем је свака тачка тачке скупљања се такође назива савршеним скупом у топологији, док је затворен подскуп интервала без икаквих унутрашњих тачака нигде збијен у интервалу.
Свака тачка Канторовог скупа је такође акумулација тачака комплемента Канторовог скупа.
За било које две тачке у Канторовом скупу, биће нека трострука цифра где се разликује - један ће имати 0 и други 2. дељењем Кантора постављањем у "пола" у зависности од вредности ове цифре, добија се поделуКантор сет у два сета затворених које раздвајају оригиналне два бода. У релативној топологији на Канторовом скупу, тачке су одвојене отворено-затвореним скупом . Због тога је Канторов скуп потпуно прекинут. Као компактна потпуна прекинута веза Хаусдорфовог простора, Кантор скуп представља пример Стоновог простора.
Као тополошки простор, Канторов скуп је природни хомеоморфни производ бројивих многих примерака простора {\displaystyle \{0,1\}},  где је сваки примерак носи дискретна топологија. То је простор свих секвенци у две цифре
{\displaystyle 2^{\mathbb {N} }=\{(x_{n})\vert x_{n}\in \{0,1\}{\mbox{ for }}n\in \mathbb {N} \}},
који се такође може идентификовати са сетом 2-адичких целих бројева. Основ за отворене сетове топологије производа су цилиндрчни скупови;хомеоморфне мапе ови на подсвемирској топологији да Канторов скуп наслеђује од природне топологије на стваран број линија. Ова карактеризација Кантор простора као производ компактних простора даје други доказ да Кантор простор компактан, преко Тихонофове теореме.
Из горе карактеризације Канторов скуп је хомеоморфна да је П-адички цели бројеви, и ако једна тачка је уклоњена из њега, у п-адичким бројевима.
Канторов скуп је подскуп реалних бројева, који су метрички простор у односу на обичну даљину метрика; стога Канторов скуп је сам метрички простор, користећи исте метричке. Алтернативно, може се користити п-адичко метрички на {\displaystyle 2^{\mathbb {N} }}: датих две секвенце {\displaystyle (x_{n}),(y_{n})\in 2^{\mathbb {N} }}, растојање између њих је {\displaystyle d((x_{n}),(y_{n}))=1/k}, где {\displaystyle k} је најмањи индекс такав да {\displaystyle x_{k}\neq y_{k}}; ако нема таква индекс, тада две секвенце су исте, и једна дефинише растојање до бити нула. Ова два метрика генеришу исту топологију на Канторовом скупу.
Видели смо изнад да је Канторов скуп потпуно прекинута веза савршеног компактног метричког простора. Заиста, у неком смислу то је једина: сваки непразни потпуно прекине веза савршена компактна метрички простор хомеоморфна на Канторов скуп. Погледајте Канторов простор за више информација о просторима хомеоморфна до Канторовог скупа.
Канторов скуп се понекад сматра "универзалним" у категорији компактних метричких простора, јер сваки компактан метрички простор је континуирано слика на Канторовом скупу; Међутим, ова конструкција није јединствена тако да Канторов скуп није универзалан у прецизном категоријалном смислу. "Универзална" имовина има значајне примене у функционалним анализама, где је некада позната као представљање теореме за компактни метрички простор.

За сваки цео број q ≥ 2, топологија на групи G=Zqω (бројива директна сума) је дискретна. Иако је Пантрагин двоструки Γ је такође Zqω, топологија Γ је компактна.  Може се видети да је Γ потпуно прекинут и савршен - зато је хомеоморфна наКанторовом скупу. Најлакше је написати на хомеоморфно експлицитно у случају q=2. (Види Рудин 1962 с 40.)

### Мера и вероватноћа
Канторов скуп се може посматрати као компактна група бинарних секвенци, и као таква, она је обдарена природном Хааровом мером. Када нормализујемо тако да је мера сета 1, то је модел бескрајног низа бацање новчића. Осим тога, може се показати да је уобичајено мера лебега на интервалу је слика од Хаар мере на Канторовом скупу, док је природна инјекција тројног скупа је канонски пример јединствене мере. Може се показати да је Хаарова мера слика било које вероватноће, чинећи Кантор скуп универзалним вероватноћама простора на неки начин.
У теорији Лебегове мере, Кантор скуп је пример скупа који је небројив и има нулту меру.

## Варијанте

### Смит-Волтер-Канторов скуп
Уместо да непрестано уклањамо средњу трећину сваког комада као у Канторовом скупу, ми такође можемо задржати уклањање било којег другог фиксног процента (осим 0% и 100%) из средине. У случају када је средњи 8/10 интервала је уклоњен, добијамо изузетно приступачан случај - Комплет се састоји од свих бројева  [0,1] који се могу написати као децимални који се састоји искључиво од 0 и 9.
Уклањањем прогресивно мањег процента преосталих комада на сваком кораку, могу се изградити скупови хомеоморфни на Канторов скуп који имају позитивну меру лебега, док је још увек нигде густ. Погледајте Смит-Волтер-Канторов скуп за пример.

### Канторова прашина
Канторова прашина је више-димензионална верзија Канторовог скупа. Може се формирати тако што коначан декартов производ на Канторовом скупу са собом, направи Канторов простор. Као и Канторов скуп, Канторова прашина има нула меру.

|  |  |

Другачији 2Д аналогија Канторовог скупа је Сјерпински тепих, где је квадрат подељен у девет мањих квадрата, али је средњи уклоњен. Преостали квадрати су затим подељени у девет сваки и средњи је уклоњен, и тако даље. 3Д аналогија је Менгеров Сунђер.

## Историјске напомене
Кантор је сам дефинисао скуп у општем, апстрактном начину, и поменуо троструку изградњу само у пролазу, као пример општије идеје, да савршеног скупа који није нигде густ. Оригинални рад даје неколико различитих конструкција на апстрактном концепту . 
Овај сет би био сматран апстрактно у тренутку када га је Кантор осмислио . Кантор је самог себе довео до тога практичним питањима везаним за скуп тачака у којима би тригонометријска серија не успевала да се споји . Ово откриће је учинило много да га постави на курсу за развој апстрактне, опште теорије бескрајних скупова . 
Колона капитала из старог египатског сајта острва Филе носи образац који подсећа на Канторов скуп. Кантор је можда видео слику, пошто је његов рођак био египтолог.